# Aegisub
Aegisub es un editor de subtítulos SubStation Alpha (.ssa, .ass) de propósito general que ayuda en muchos aspectos a la composición tipográfica (typesetting). Corrige algunas deficiencias de Medusa Subtitling Station y añade otras muchas características de las que éste carecía. La primera versión pública se anunció el 4 de noviembre de 2005 como v1.00 beta. A partir de la versión 1.07 Aegisub se convirtió en software de código abierto bajo licencia BSD 3-clause.
Aegisub también soporta otros formatos de subtítulos como SubRip (.srt), MicroDVD (.sub) o Matroska (.mks).

## Características
- Unicode en codificaciones UTF-7, UTF-8, UTF-16LE y UTF-16BE
- Permite importar subtítulos no Unicode desde más de 30 codificaciones diferentes, incluyendo Shift_JIS, lo que permite reanudar el trabajo sobre cualquier subtítulo independientemente de la configuración del sistema
- Permite cargar los formatos de subtítulo Advanced SubStation Alpha (.ass), SubStation Alpha (.ssa), SubRip (.srt) y de texto plano (.txt) (con datos de caracteres)

- Varios niveles de "deshacer"

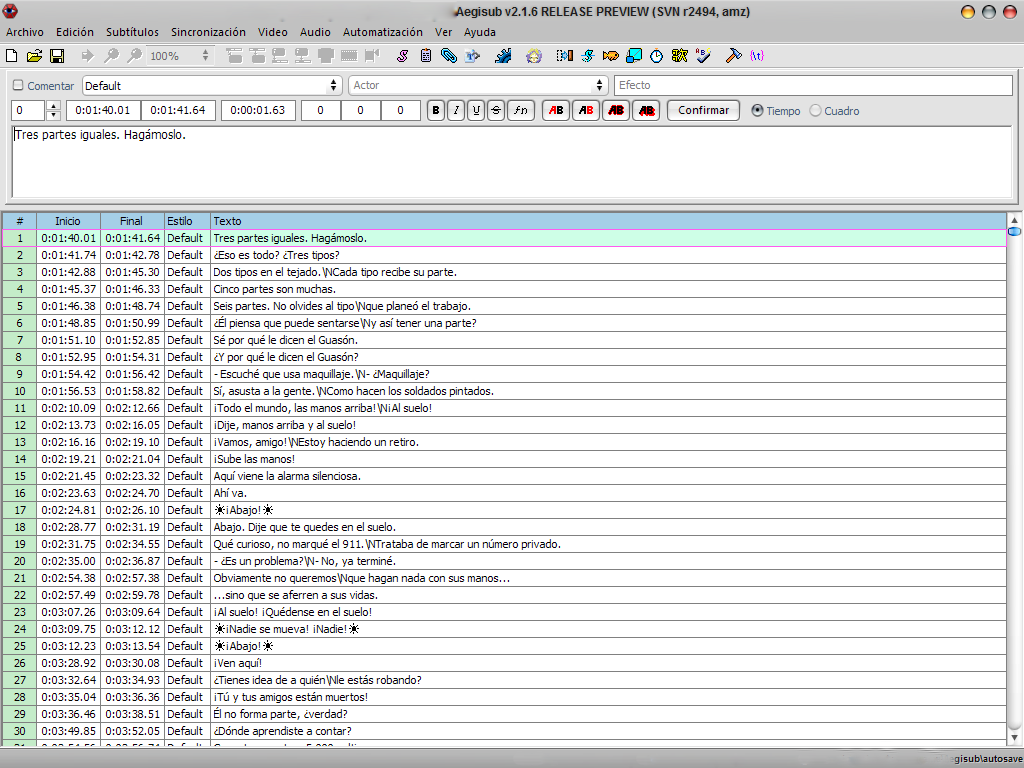
Aegisub.

- Hace uso de Advanced SubStation Alpha como formato de subtítulos predeterminado
- Potente módulo de automatización que utiliza el lenguaje de script Lua para crear efectos avanzados de karaoke o cualquier otro tipo de manipulación sobre los subtítulos.
- Resaltado de sintaxis
- Recolector de fuentes tipográficas
- Apertura de vídeos vía Avisynth para una verdadera previsualización de los subtítulos mediante VSFilter en cualquier formato soportado por DirectShow

## Huevo de Pascua
Si se selecciona la tipografía "Comic sans" en el gestor de estilos aparece un mensaje de advertencia que anima al usuario a considerar que "es la tipografía de la que más se ha abusado en la historia de la informática".

## Futuro de Aegisub
La próxima rama de desarrollo de Aegisub (3.0.2), se espera sea la más estable hasta el momento, y que incluya soporte completo para sistemas tipo Unix, arreglar algunos problemas con videos en alta definición y OpenGL, más otros tantos bugs descubiertos en la versión 3.0.0.
También, la versión para Mac OSX ha tenido muchos problemas de estabilidad, esto debido a razones técnicas con wxWidgets 2.8. Muchos de estos problemas podrían solucionarse si se usara wxWidgets 2.9, pero hacerlo acarrea un trabajo, que no estará listo para las versiones 2.1.x de Aegisub.